# Kecamatan Simpang Tiga (distrikt i Indonesien, lat 5,33, long 96,00)
Kecamatan Simpang Tiga (indonesiska: Simpang Tiga) är ett distrikt i Indonesien.   Det ligger i provinsen Aceh, i den västra delen av landet, 1 800 km nordväst om huvudstaden Jakarta.